# Foot Ball Club Spezia 1906 1967-1968
Questa voce raccoglie le informazioni riguardanti il Foot Ball Club Spezia 1906 nelle competizioni ufficiali della stagione 1967-1968.

## Stagione
Nella stagione 1967-1968 lo Spezia disputa il girone B del campionato di Serie C, un torneo a 20 squadre, con 48 punti si piazza in seconda posizione affiancato al Prato, alle spalle del Cesena che ha vinto il torneo con 51 punti ed è salito in Serie B, sono retrocesse in Serie D il Pontedera che ha perso lo spareggio con la Pistoiese, il Città di Castello e la Carrarese.
Confermato sulla panchina Evaristo Malavasi, ripete la buona stagione scorsa, anzi con il secondo posto migliora il risultato finale. Lo Spezia dal mercato si priva di Luigino Vallongo e Nedo Sonetti ceduti alla Reggina, ma si presenta con l'attaccante Giancarlo Roffi preso dal Prato, che realizza 18 reti in stagione, mentre dalla Sampdoria arriva il mediano Rossano Giampaglia. Il Direttore Tecnico Luigi Scarabello suggerisce e poi lancia in prima squadra un giovane di belle speranze, Marco Rossinelli che avrà un futuro nella massima serie. in campionato lo Spezia rispetta i pronostici che lo vedono tra le protagoniste, chiude il girone di andata in testa alla classifica con la Maceratese e la Sambenedettese, quarto il Cesena ad una lunghezza, la squadra romagnola però nel girone di ritorno mette il turbo e stacca tutti, lo Spezia compreso che cade in primavera prima a Sassari (1-0) e poi ad Arezzo (2-1), e chiude così il torneo al secondo posto.

## Rosa
| N. |                   | Ruolo | Calciatore            |
| -- | ----------------- | ----- | --------------------- |
|    | Italia (bandiera) | A     | Carlo Ameri           |
|    | Italia (bandiera) | A     | Alberto Artioli       |
|    | Italia (bandiera) | C     | Francesco Brancaleoni |
|    | Italia (bandiera) | D     | Novilio Bruschini     |
|    | Italia (bandiera) | C     | Mario Castellazzi     |
|    | Italia (bandiera) | C     | Angelo Desio          |
|    | Italia (bandiera) | A     | Alberto Duvina        |
|    | Italia (bandiera) | D     | Renato Falcomer       |
|    | Italia (bandiera) | C     | Walter Forante        |
|    | Italia (bandiera) | C     | Rossano Giampaglia    |

| N. |                   | Ruolo | Calciatore          |
| -- | ----------------- | ----- | ------------------- |
|    | Italia (bandiera) | P     | Pier Luigi Grandini |
|    | Italia (bandiera) | C     | Enzo Lodola         |
|    | Italia (bandiera) | C     | Vittorio Memo       |
|    | Italia (bandiera) | D     | Osvaldo Motto       |
|    | Italia (bandiera) | P     | Carlo Parisio       |
|    | Italia (bandiera) | A     | Mario Pelizzoni     |
|    | Italia (bandiera) | C     | Luigi Raschi        |
|    | Italia (bandiera) | A     | Giancarlo Roffi     |
|    | Italia (bandiera) | C     | Lorenzo Rollando    |
|    | Italia (bandiera) | D     | Marco Rossinelli    |

## Risultati

### Girone di andata
| Arbitro: | Bianchi (Firenze) |

|                            |           |                             |
| Desio 51’ Roffi 72’ (rig.) | Marcatori | 58’ (rig.) Gerardi 77’ Rega |

| Arbitro: | Mascali (Desenzano del Garda) |

|                                   |           |                          |
| Venturelli 12’ (rig.) Zimerle 67’ | Marcatori | 45’ Roffi 83’ Giampaglia |

| Arbitro: | Serafino (Roma) |

|           |           |                |
| Berti 24’ | Marcatori | 78’ Giampaglia |

| Arbitro: | Beccaria (Lecco) |

|            |           |  |
| Duvina 53’ | Marcatori |  |

| Arbitro: | Panzino (Catanzaro) |

|                       |           |  |
| Graziani 6’, 70’, 88’ | Marcatori |  |

| La Spezia 22 ottobre 1967 6ª giornata | Spezia            | 0 – 0 | Sambenedettese | Stadio Alberto Picco\| Arbitro: \| Pfiffner (Torino) \| |
| Arbitro:                              | Pfiffner (Torino) |       |                |                                                         |

| Arbitro: | Cappellutti (Bari) |

|  |           |           |
|  | Marcatori | 60’ Desio |

| Arbitro: | Canova (Milano) |

|                        |           |  |
| Roffi 14’ Rollando 74’ | Marcatori |  |

| Arbitro: | Lazzaroni (Milano) |

|            |           |            |
| Tonoli 43’ | Marcatori | 32’ Duvina |

| Arbitro: | Gastaldi (Pavia) |

|                                       |           |  |
| Rollando 7’ Duvina 59’ Roffi 63’, 88’ | Marcatori |  |

| Arbitro: | Calì (Roma) |

|  |           |                                        |
|  | Marcatori | 13’ Giampaglia 22’ Rollando 40’ Duvina |

| Arbitro: | Bravi (Roma) |

|           |           |            |
| Desio 34’ | Marcatori | 85’ Morosi |

| Arbitro: | Trono (Torino) |

|                                     |           |                          |
| Roffi 39’, 53’ Bonvicini 70’ (aut.) | Marcatori | 22’ Campi 65’ Pellegrini |

| Arbitro: | Cimma (Biella) |

|                          |           |                                |
| Castagner 18’ Ghelli 20’ | Marcatori | 62’ Rollando 86’ (rig.) Duvina |

| Arbitro: | Leita (Catania) |

|  |           |             |
|  | Marcatori | 62’ Corucci |

| Pesaro 7 gennaio 1968 16ª giornata | Vis Pesaro         | 0 – 0 | Spezia | Stadio Tonino Benelli\| Arbitro: \| Monforte (Palermo) \| |
| Arbitro:                           | Monforte (Palermo) |       |        |                                                           |

| Arbitro: | Porcelli (Lodi) |

|                                                     |           |                |
| Duvina 6’ Roffi 25’ Memo 49’ Desio 60’ Rollando 63’ | Marcatori | 48’ De Stefani |

| Arbitro: | Menegali (Roma) |

|             |           |  |
| Pezzato 52’ | Marcatori |  |

| Arbitro: | Trilli (Matera) |

|                      |           |               |
| Roffi 48’ Duvina 65’ | Marcatori | 46’ Gasparini |

### Girone di ritorno
| Arbitro: | Serafino (Roma) |

|                 |           |  |
| Montemarani 28’ | Marcatori |  |

| Arbitro: | Moretto (San Donà di Piave) |

|                      |           |  |
| Roffi 35’ Duvina 57’ | Marcatori |  |

| Arbitro: | Toselli (Cormons) |

|                      |           |  |
| Roffi 47’ Duvina 89’ | Marcatori |  |

| Arbitro: | Pilotto (Roma) |

|             |           |           |
| Scatizzi 6’ | Marcatori | 46’ Roffi |

| La Spezia 3 marzo 1968 24ª giornata | Spezia           | 0 – 0 | Prato | Stadio Alberto Picco\| Arbitro: \| Fuschi (Pescara) \| |
| Arbitro:                            | Fuschi (Pescara) |       |       |                                                        |

| Arbitro: | Di Tonno (Lecce) |

|                  |           |  |
| Di Francesco 38’ | Marcatori |  |

| Arbitro: | Monforte (Palermo) |

|                      |           |  |
| Roffi 63’ Duvina 69’ | Marcatori |  |

| Arbitro: | Bernardis (Trieste) |

|                       |           |              |
| Di Pucchio 75’ (rig.) | Marcatori | 49’ Rollando |

| Arbitro: | Gialluisi (Barletta) |

|           |           |  |
| Roffi 14’ | Marcatori |  |

| Arbitro: | V. Lattanzi (Roma) |

|  |           |           |
|  | Marcatori | 36’ Roffi |

| Arbitro: | Ghirardello (Merano) |

|           |           |  |
| Roffi 30’ | Marcatori |  |

| Arbitro: | Treggiari (Roma) |

|               |           |  |
| Meneghetti 2’ | Marcatori |  |

| Ancona 6 maggio 1968 32ª giornata | Anconitana                  | 0 – 0 | Spezia | Stadio Dorico\| Arbitro: \| Moretto (San Donà di Piave) \| |
| Arbitro:                          | Moretto (San Donà di Piave) |       |        |                                                            |

| Arbitro: | Canova (Milano) |

|            |           |            |
| Duvina 85’ | Marcatori | 78’ Ghelli |

| Arbitro: | Mascali (Desenzano del Garda) |

|                           |           |            |
| Galuppi 25’ Benvenuto 41’ | Marcatori | 18’ Duvina |

| Arbitro: | Beretta (Milano) |

|           |           |  |
| Roffi 22’ | Marcatori |  |

| Arbitro: | Acernese (Roma) |

|  |           |           |
|  | Marcatori | 53’ Roffi |

| Arbitro: | Trono (Torino) |

|                        |           |           |
| Desio 7’ Pelizzoni 68’ | Marcatori | 4’ Donati |

| Arbitro: | Monforte (Palermo) |

|             |           |           |
| Rigantè 77’ | Marcatori | 34’ Desio |